# Nikita Haikin
Nikita Haikin (Netanya, Israel, 11 de julio de 1995) es un futbolista ruso. Su posición es la de portero y su club es el F. K. Bodø/Glimt de la Eliteserien de Noruega.

## Estadísticas

### Clubes
Actualizado al último partido jugado el 6 de noviembre de 2022.
| F. C. Mordovia Saransk · Rusia | 1.ª           | 2014-15       | 0  | 0 | -  | - | -  | - | 0   | 0 | 0 |
| F. C. Mordovia Saransk · Rusia | Total club    | Total club    | 0  | 0 | 0  | 0 | 0  | 0 | 0   | 0 | 0 |
| F. C. Kuban Krasnodar · Rusia | 1.ª           | 2015-16       | 0  | 0 | 0  | 0 | -  | - | 0   | 0 | 0 |
| F. C. Kuban Krasnodar · Rusia | Total club    | Total club    | 0  | 0 | 0  | 0 | 0  | 0 | 0   | 0 | 0 |
| Bnei Yehuda Israel | 1.ª           | 2016-17       | 2  | 0 | 3  | 0 | -  | - | 5   | 0 | 0 |
| Bnei Yehuda Israel | Total club    | Total club    | 2  | 0 | 3  | 0 | 0  | 0 | 5   | 0 | 0 |
| Hapoel Kfar Saba Israel | 2.ª           | 2017-18       | 13 | 0 | 4  | 0 | -  | - | 17  | 0 | 0 |
| Hapoel Kfar Saba Israel | Total club    | Total club    | 13 | 0 | 4  | 0 | 0  | 0 | 17  | 0 | 0 |
| F. K. Bodø/Glimt · Noruega | 1.ª           | 2019          | 1  | 0 | -  | - | -  | - | 1   | 0 | 0 |
| F. K. Bodø/Glimt · Noruega | 1.ª           | 2020          | 20 | 0 | -  | - | 3  | 0 | 23  | 0 | 0 |
| F. K. Bodø/Glimt · Noruega | 1.ª           | 2021          | 29 | 0 | 1  | 0 | 14 | 0 | 44  | 0 | 0 |
| F. K. Bodø/Glimt · Noruega | 1.ª           | 2022          | 27 | 0 | 4  | 0 | 19 | 0 | 50  | 0 | 0 |
| F. K. Bodø/Glimt · Noruega | Total club    | Total club    | 77 | 0 | 5  | 0 | 36 | 0 | 118 | 0 | 0 |
| Bristol City F. C. Inglaterra | 2.ª           | 2022-23       | 0  | 0 | 0  | 0 | -  | - | 0   | 0 | 0 |
| Bristol City F. C. Inglaterra | Total club    | Total club    | 0  | 0 | 0  | 0 | 0  | 0 | 0   | 0 | 0 |
| Total carrera | Total carrera | Total carrera | 92 | 0 | 12 | 0 | 36 | 0 | 140 | 0 | 0 |
| (1) Incluye datos de Copa de Israel y Copa de Noruega. (2) Incluye datos de Liga Europa de la UEFA, Liga de Campeones de la UEFA y Liga Europa Conferencia de la UEFA. (3) No incluye goles en partidos amistosos. |               |               |    |   |    |   |    |   |     |   |   |

## Palmarés

### Títulos nacionales
| Título         | Club             | País    | Año     |
| -------------- | ---------------- | ------- | ------- |
| Copa de Israel | Bnei Yehuda      | Israel  | 2016-17 |
| Eliteserien    | F. K. Bodø/Glimt | Noruega | 2020    |
| Eliteserien    | F. K. Bodø/Glimt | Noruega | 2021    |
| Eliteserien    | F. K. Bodø/Glimt | Noruega | 2023    |
| Eliteserien    | F. K. Bodø/Glimt | Noruega | 2024    |